# Michael Rainey Jr
 (décembre 2021).
La mise en forme du texte ne suit pas les recommandations de Wikipédia : il faut le « wikifier ».
Les points d'amélioration suivants sont les cas les plus fréquents. Le détail des points à revoir est peut-être précisé sur la page de discussion.
- Les titres sont pré-formatés par le logiciel. Ils ne sont ni en capitales, ni en gras.
- Le texte ne doit pas être écrit en capitales (les noms de famille non plus), ni en gras, ni en italique, ni en « petit »…
- Le gras n'est utilisé que pour surligner le titre de l'article dans l'introduction, une seule fois.
- L'italique est rarement utilisé : mots en langue étrangère, titres d'œuvres, noms de bateaux, etc.
- Les citations ne sont pas en italique mais en corps de texte normal. Elles sont entourées par des guillemets français : « et ».
- Les listes à puces sont à éviter, des paragraphes rédigés étant largement préférés. Les tableaux sont à réserver à la présentation de données structurées (résultats, etc.).
- Les appels de note de bas de page (petits chiffres en exposant, introduits par l'outil «  Source ») sont à placer entre la fin de phrase et le point final[comme ça].
- Les liens internes (vers d'autres articles de Wikipédia) sont à choisir avec parcimonie. Créez des liens vers des articles approfondissant le sujet. Les termes génériques sans rapport avec le sujet sont à éviter, ainsi que les répétitions de liens vers un même terme.
- Les liens externes sont à placer uniquement dans une section « Liens externes », à la fin de l'article. Ces liens sont à choisir avec parcimonie suivant les règles définies. Si un lien sert de source à l'article, son insertion dans le texte est à faire par les notes de bas de page.
- La présentation des références doit suivre les conventions bibliographiques. Il est recommandé d'utiliser les modèles {{Ouvrage}}, {{Chapitre}}, {{Article}}, {{Lien web}} et/ou {{Bibliographie}}. Le mode d'édition visuel peut mettre en forme automatiquement les références.
- Insérer une infobox (cadre d'informations à droite) n'est pas obligatoire pour parachever la mise en page.

Pour une aide détaillée, merci de consulter Aide:Wikification.
Si vous pensez que ces points ont été résolus, vous pouvez retirer ce bandeau et améliorer la mise en forme d'un autre article.
Pour les articles homonymes, voir Rainey.
Michael Rainey Jr. est un acteur, producteur et rappeur américain né le 22 septembre 2000  à Louisville (États-Unis).
Dans Power et spin-off Power Book II: Ghost, il interprète Tariq St. Patrick.

## Biographie
Michael, fils de Michael Rainey Sr. & Shauna Small est né le 22 septembre 2000 à Louisville (Kentucky) avant de déménager à Staten Island (New York). Il est d’origine jamaïcaine par sa mère.

## Carrière
Le premier rôle d’acteur de Rainey est venu en 2010, où il a joué Charlie dans le film dramatique italien «Un altro mondo». Son premier rôle principal aux États-Unis est venu dans le film LUV
, où il a joué aux côtés des Common et Dennis Haysbert. Michael Rainey Jr. a également eu un rôle récurrent dans la populaire série télévisée Web de comédie dramatique Netflix Orange Is the New Black, incarnant Michael Burset.
En 2014, il décroche l'un des rôles récurrents dans la série Power, dans laquelle il interprète Tariq St. Patrick, le fils d'un patron de boîte de nuit et trafiquant de drogue.
En 2020, il décroche le premier rôle dans la série Power Book II: Ghost un spin-off de la série Power, dans laquelle il reprend le rôle de Tariq St. Patrick.

## Filmographie

### Films
| Année | Titre                     | Rôle         | Remarques |
| ----- | ------------------------- | ------------ | --------- |
| 2010  | Un Altro Mondo            | Charlie      |           |
| 2012  | LUV (film)                | Boisé        |           |
| 2013  | Lee Daniels’ The Butler   | Cecil Gaines |           |
| 2014  | Second Chance Christmas   | Laurent      |           |
| 2016  | Barbershop : The next Cut | Jalen        |           |
| 2018  | 211 (film)                | Kenny        |           |
| 2018  | Amateur (film 2018)       | Terron Forte |           |

### Télévision
| Année              | Titre                   | Rôle              | Remarques                                                   |
| ------------------ | ----------------------- | ----------------- | ----------------------------------------------------------- |
| 2013-2015          | Orange is the New Black | Michael Burset    | Rôle récurrent : 7 épisodes                                 |
| 2014-2020          | Power                   | Tariq St. Patrick | Rôle récurrent (saisons 1-2) Acteur principal (saisons 3-6) |
| 2020-en production | Power Book II: Ghost    | Tariq St. Patrick | Acteur principal                                            |